# Westliche Apachen

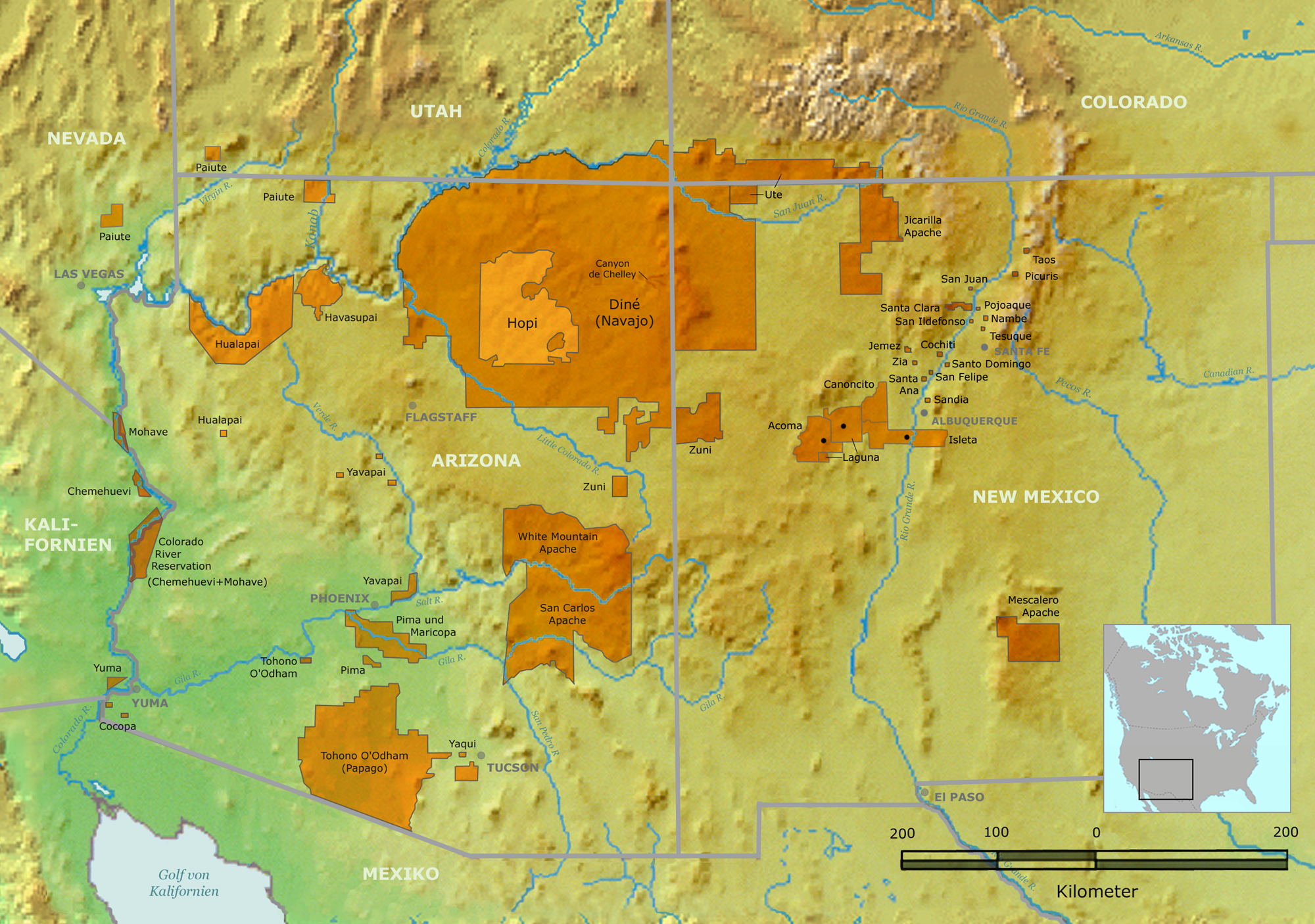
Reservationen der Westlichen Apachen und benachbarter Stämme im Südwesten der USA

Die Westlichen Apachen sind die westlichste und größte Stammesgruppe der Apachen im östlichen Zentral-Arizona im Südwesten der Vereinigten Staaten, deren vier regionale Gruppen – die White Mountain Apache (Dzil Łigai Si'án Ndee – Volk der White Mountains), Cibecue Apache (Dishchíí Bikoh – Volk des roten Canyon), die San Carlos Apache (Tsékʼáádn – Metate-Volk) und die Tonto Apache oder Dilzhę́’é/Dilzhe'e Apache (Volk mit hohen, hellen Stimmen) – auch kulturell zu den Westlichen Apache gezählt werden.
Andere Wissenschaftler und Anthropologen bezeichnen als Westliche Apachen jedoch alle in Arizona westlich des Rio Grande lebenden Stämme der Apache (außer den Diné (Navajo)) und schließen somit die Apache Mansos (Zahme Apache) nahe der Mission San Xavier del Bac südlich von Tucson und die Chokonen, Bedonkohe und Nednhi Bands der Chiricahua mit ein. Heute werden jedoch Letztere allgemein kulturell zu den Östlichen Apache gezählt (siehe Liste der Apachen-Stämme).

## Stammesgebiet
Die Westlichen Apache bewohnten ein riesiges bergiges Gebiet von etwa 90.000 Quadratmeilen (233.100 km²), das Teile der Sierra Madre Occidental und Sonora-Wüste im äußersten Süden sowie die Berge der Basin and Range Province südlich des Mogollon Rim und das sich im Norden anschließende – von wüstenartigen Hochebenen, Mesas und Canyons geprägte – Colorado-Plateau bis in die San Francisco Mountains nördlich des heutigen Flagstaff umfasste; ihr Stammesgebiet war jedoch nicht nur durch Trockenheit geprägt, sondern eignete sich dank der schattigen Hochwälder in den Bergen sowie der gut bewässerten Täler und Canyons entlang der Oberläufe des Verde River im Nordosten und des Little Colorado Rivers im Osten sowie entlang des Salt River im Südwesten und beiderseits des Gila Rivers im Süden auch zum Ackerbau. Die Erhebungen reichen von ca. 600 m bis ca. 3.900 m über dem Meeresspiegel und die Temperaturen schwanken zwischen ca. −17 °C im Winter bis deutlich über 38 °C im Sommer.

## Sprache
Ihre Sprache, das Westliche Apache (Ndee biyati'/Nnee biyati'), unterteilt sich den regionalen Gruppen entsprechend in vier Dialektvarianten, und gehört zusammen mit dem Navajo (Diné bizaad) und dem Mescalero-Chiricahua (Ndee Bizaa) zum Westlichen Zweig der südathapaskischen Apache-Sprachen der athapaskischen Sprache aus der Na-Dené-Sprachfamilie.
Da die Tonto Apache oftmals zusammen mit Wi:pukba/Wipukepa und Guwevkabaya/Kwevkepaya der Yavapai zweisprachige Bands bildeten – und somit sowohl Westliches Apache (Ndee biyati'/Nnee biyati') als auch Yavapai, auch Hochland Yuma/Nördliches Pai genannt, sprachen – verfügte der Tonto (Dilzhę́’é)-Dialekt über einen starken Yavapai-Akzent und weist daher im Gegensatz zu den anderen Varianten des Westlichen Apache (Ndee biyati'/Nnee biyati') eine markante und für andere Apache eigenartig klingende Sprachmelodie auf, die häufig auch als „Singsang“ bezeichnet wird. Der Tonto (Dilzhę́’é)-Dialekt steht hierbei dem Navajo unter allen Apache-Sprachen am nächsten.
Heute sprechen noch ca. 1.000 Personen Tonto oder Dilzhę́’é (Stand: 2007), wobei das Northern Tonto-Idiom in zwei mit Yavapai geteilten Reservationen gesprochen wird (der Yavapai-Apache Nation Indian Reservation (vormals Camp Verde) und Yavapai-Prescott Indian Reservation) und das Southern Tonto-Idiom in der Tonto Apache Reservation sowie in der ebenfalls mit Yavapai geteilten Fort McDowell Indian Reservation und in zwei von anderen Stämmen der Westlichen Apache dominierten Reservationen (der San Carlos Apache und Fort Apache Indian Reservation). Obwohl es ebenfalls Nachfahren von Nördlichen Tonto-Apache in der San Carlos und der Fort Apache Indian Reservation gibt, gibt es heute keine Sprecher des Northern Tonto-Idioms unter ihnen.
Heute gibt es noch ca. 14.000 – jedoch meist passive Sprecher des Westlichen Apache, wobei es ca. 7.000 Sprecher des White Mountain sowie des Cibecue-Dialekts (auf der Fort Apache Reservation) sowie rund 6.000 Sprecher des San Carlos und Cibecue-Dialekts (auf der San Carlos Indian Apache Reservation) gibt (Stand: 2007).

## Namensgebung

### Herkunft des Namens Apache
Die heute allgemein gebräuchliche Stammesbezeichnung als Apache wurde ins Englische (und später in andere Sprachen) aus dem Spanischen übernommen; jedoch ist die Herkunft der Bezeichnung unsicher und umstritten.
Die heute meist akzeptierte Lehrmeinung ist, dass das Wort aus dem Shiwi'ma stammt, der Sprache der Zuni (A:shiwi), einem Pueblo-Volk, das die feindlichen aus dem Norden in den Südwesten vordringenden Südlichen Athapasken – insbesondere die Navajo – als A:bachu / ʔa·paču (Singular: Bachu / Paču – Feind, Fremder) bezeichneten. Eine weitere Möglichkeit ist, dass die feindlichen Quechan (Yuma) die verbündeten Yavapai und Apache als E-patch (Kämpfende Männer oder Jene, die kämpfen) oder auf Grund der typischen Kriegsbemalung der Yavapai als Apatieh (Waschbär) bezeichneten. Jedoch könnte sich die Bezeichnung auch aus zwei Wörtern der Yavapai – deren Sprache, wie die der Quechan zu den Cochimí-Yuma-Sprachen zählt – abstammen: ʔpačə (Feind) oder Abaja (Das Volk), der Eigenbezeichnung der Guwevkabaya/Kwevkepaya oder Südöstlichen Yavapai der Fort McDowell Reservation.
Die erste bekannte schriftliche Erwähnung der Stammesbezeichnung Apache in Spanisch erfolgte durch Juan de Oñate im Jahr 1598; daher ist die Herkunft aus der Sprache der Zuñi und Yavapai weiterhin umstritten, da Oñate den Namen kannte und niederschreiben ließ, bevor er während der Zweite Oñate-Expedition im Jahr 1604 erstmals diese beiden Völker kennenlernte.
Eine weitere – jedoch wenig überzeugende – Herkunft könnte direkt aus dem Spanischen kommen: mapache (Waschbär) oder apachurrar (zerschmettern, zerquetschen), das sich auf die bei den Apache beliebte Kampftechnik mit Kriegskeulen beziehen könnte.
Zunächst bezeichneten die Spanier mit Apachu de Nabajo (Navajo) in den 1620er Jahren die Südlichen Athapasken in der Chama-Region östlich des San Juan River; seit den 1640er Jahren begannen sie jedoch zwischen den eigentlichen Navajo und den restlichen Apache zu unterscheiden; so dass bald der Zusatz de Nabajo fallen gelassen wurde und das Wort Apache zur Bezeichnung der sich nicht zu den Navajo (Diné) entwickelnden Südlichen Athapasken wurde.
Früher wurden Wi:pukba/Wipukepa (Nordöstliche Yavapai) meist als Mohave-Apache (Apache-Mojave) sowie zusammen mit den Guwevkabaya/Kwevkepaya (Südöstliche Yavapai) als Tonto Apache oder kurz Tonto bezeichnet, da sie oftmals in bilingualen Bands mit Tonto und San Carlos Apache zusammen lebten und neben der Sprache zudem auch viel Kultur der Apache übernommen hatten. Die Ɖo:lkabaya/Tolkepaya (Westliche Yavapai) wurden zusammen mit den Hualapai (Walapai) sowie Havasupai als Yuma-Apache (Apache-Yuma) bezeichnet. Historisch und in älterer Fachliteratur werden die Yavapai meist als Apache Mohave (Apache-Mojave), Yavapai-Apache oder einfach als Apache bezeichnet, da im Norden Mexikos sowie im Südwesten der USA das Wort Apache oft zur Bezeichnung für feindliche, kriegerische, räuberische Indianer gebraucht wurde, ohne sprachliche, ethnische und kulturelle Differenzierung. Zum Beispiel wurden auch Mohave (Mojave) und sogar Comanche vormals als Apache bezeichnet.

### Herkunft des Namens Tonto
Da die Tonto Apache meist zweisprachig waren und sowohl Westliches Apache (Ndee biyati'/Nnee biyati') als auch Yavapai (Hochland Yuma/Nördliches Pai) sprachen, hat ihr Dialekt einen starken hörbaren Yavapai-Akzent und weist daher im Gegensatz zu den anderen Varianten des Westlichen Apache (Ndee biyati'/Nnee biyati') eine markante und für andere Apache eigenartig klingende Sprachmelodie auf, die häufig auch als Singsang bezeichnet wird. Daher wurden die Tonto Apache und San Carlos Apache zusammen mit ihren Yavapai-Verwandten von anderen Westlichen Apache als Dilzhę́’é (wörtlich: Volk mit hohen, hellen Stimmen) genannt. Die verwandten, jedoch feindlichen Navajo (Diné) bezeichneten ebenfalls beide – Tonto Apache und Yavapai – als Dilzhʼíʼ dinéʼiʼ und unterschieden sie somit ausdrücklich von den übrigen Gruppen der Westlichen Apache, die sie Dziłghą́ʼiʼ (Volk der Berggipfel) nannten.
Vermutlich wegen ihres starken Akzents wurden die Tonto Apache, San Carlos Apache und Yavapai (da diese ebenfalls zweisprachig waren und ihre Muttersprache mit einem starken Apache-Akzent sprachen) sowohl von den Chiricahua Apache als Ben-et-dine oder binii?e'dine als auch von den mit diesen sprachlich-kulturell eng verwandten Mescalero Apache als Bini' Adinii oder Bínii édinénde (Volk ohne Verstand, Wildes oder verrücktes Volk oder Jene, die man nicht versteht) bezeichnet.
Da die meisten Lokalgruppen der Tonto Apache genau wie ihre Yavapai-Verwandten im Vergleich zu den halbnomadisch lebenden Westlichen Apache wenig bis gar keinen Ackerbau betrieben, sondern meist als Jäger und Sammler in unzugänglichen und von den meisten Handelsrouten abgelegenen Gebieten lebten, wurden Tonto Apache sowie Yavapai von diesen auch als Koun'Nde oder Go'hn (Wildes, raubeiniges Volk) bezeichnet. Die Spanier und später die Amerikaner übernahmen wahrscheinlich diese Bezeichnung und nannten die beiden verbündeten Stämme (Tonto Apache und Yavapai) daher Tonto (dumm, wild).
Die Tonto Apache bezeichneten sich, genauso wie die anderen Westlichen Apache, weder als Apache noch als Tonto, sondern einfach als Indee, Ndee, Nndee (Volk). Auf Grund ihres abweichenden Dialekts nennen sich die Pinaleño/Pinal und Arivaipa/Aravaipa Bands der San-Carlos-Apache-Gruppe jedoch Innee oder Nnēē.
Jedoch wurde die Bezeichnung Dilzhę́’é keineswegs als respektlos oder erniedrigend seitens der Tonto Apache und San Carlos Apache empfunden, sie nannten sich selbst oftmals als Dilzhę́’é, um sich von anderen Westlichen Apache abzugrenzen. Ein Grund hierfür könnte sein, dass es auch eine andere Erklärung für die Bedeutung der Bezeichnung gibt, die wörtlich etwa schnellfüßig oder trittsicher bedeutet. Auch die Westlichen Apache empfanden keineswegs die Chiricahua-Mescalero-Namensgebung als entwürdigend oder herabsetzend und nannten sich selbst ebenfalls als Ben-et-dine (Volk ohne Verstand).

### Historische und weitere Bezeichnungen
Die Spanier und Mexikaner nannten insbesondere die mächtigen White Mountain Apache früher oftmals herablassend Coyoteros oder Coyotero Apaches (Kojotenesser, da sie in Notzeiten oftmals Kojoten oder ihre Hunde aßen) sowie die Westlichen Apache mit den oftmals verbündeten Yavapai Garroteros (Keulenmänner, nach der bei den Apache beliebten Kampftechnik mit Kriegskeulen) oder als Gileños/Apaches de Gila (ein Sammelbegriff für alle Apache sowie die nicht zu den Apache gehörenden Gruppen, die westlich des Rio Grande (im Südosten Arizonas und Westen New Mexicos) sowie entlang des Gila River oder der Gila Mountains lebten. Einige der sogenannten Gila Apache gehörten jedoch der Bedonkohe Band sowie der Copper Mines-Lokalgruppe der Chihenne Band der Chiricahua Apache an. Nach 1722 bezeichneten die Spanier jedoch mit Gileños nur noch die heutigen White Mountain Apache sowie die Akimel O’Odham (Pima) als Gileños).
Die Amerikaner bezeichneten als Gileños oder Gila Apaches zuerst die Mimbres/Mimbreño-Lokalgruppe der Chihenne Band der Chiricahua Apache. Später erweiterten sie den Begriff jedoch, so dass er die White Mountain Apache, Tonto Apache, Pinaleño/Pinal Apache und Arivaipa/Aravaipa Bands der San Carlos Apache sowie die als Mogollon(es) bezeichnete Bedonkohe Band und die Mimbres/Mimbreño-Lokalgruppe der Chihenne Band sowie die Chokonen und Chihuicahui-Lokalgruppen der Chokonenen Band der Chiricahua umfasste; die mit den Tonto Apache und San Carlos Apache verwandten und verbündeten Yavapai wurden daher oftmals auch einfach als Yabipais Gileños bezeichnet.
Die unter den Raubzügen der verbündeten Yavapai und Westlichen Apache leidenden O’Odham (Oberen Pima) nannten alle Nördlichen Pai (Yavapai, Hualapai und Havasupai) sowie die Apache und Opata einfach Ohp oder O'Ob (Feinde).
Die Seri (Comcaac) bezeichnet alle Apache in Seri (Cmiique Iitom), einer isolierten Sprache, als Hapatsoj (Singular: Hapats).

## Geschichte
Vor Ankunft der Weißen lebten sie hauptsächlich als Jäger und Sammler, bewirtschafteten aber auch intensiv kleine Felder in den Bergen, der Ackerbau wurde ihnen wahrscheinlich durch die Pueblo-Völkern vermittelt. Hinzu gesellten sich Raubzüge gegen ihre indianische Nachbarn, wie den Pueblo, Oberen und Unteren Pima, Yavapai, Opata, Tarahumara, Yaqui sowie Spaniern (und später Mexikanern). Die Raubzüge der Westlichen Apache erstreckten sich über ein Gebiet vom Colorado River im Westen Arizonas, zu den Zuni und Hopi im Norden bis weit in den Süden der spanischen und dann mexikanischen Bundesstaaten (Sonora, Chihuahua, Sinaloa, Durango). Sie wohnten zumeist in kuppelförmigen Wickiups, die mit Bärengras und bei Regenwetter zusätzlich mit Häuten (später Segeltuch) gedeckt wurden. Auf Jagd- und Raubzügen wurden einfache Windschirme aus Strauchwerk errichtet.
Zu den Diné im Norden hatten sie ein sehr gespanntes Verhältnis, das oft in offene Feindschaft umschlug. Auch mit ihren südlichen und östlichen Nachbarn, den ebenfalls zu den Apachen gehörenden Chiricahua-Gruppen (Bedonkohe, Chihenne, Chokonen und Nednhi) lebten sie in einem unsicheren Frieden, der von gegenseitigem Misstrauen und Raubzügen getrübt wurde. Sogar untereinander bekämpften sich White Mountain und Pinaleno, Cibecue und Tonto.
Trotz der oftmaligen Feindschaft und Raubzüge der Apachen, gab es auch friedliche Beziehungen zu ihren indianischen sowie weißen Nachbarn. Besonders die Diné (in Apache Yúdaha – ‘Live Far Up’) sowie die Zuñi (in Apache: Nastizhé oder Nastizhé`nde – Jene, mit schwarzgefärbten Augenbrauen) zählten neben den östlichen Pueblo sowie den Hopi (in Apache Tséká`kiné – Volk, das in Steinhäusern lebt) u den wichtigsten Handelspartnern der Westlichen Apachen.
Die Apachen verkauften geraubtes Vieh (Rinder, Ziegen, Schafe, Esel, Maultiere), Pferde sowie gesammelte Eicheln, Mescal, Samen, Früchte, Wildpflanzen, Beeren und gerösteten Agave-Herzen. Außerdem boten sie Felle, Truthahnbrustfedern, Wasserflaschen sowie Körbe an. Im Gegenzug bekamen sie wertvolle Decken der Navajo und Zuni, Musketen, Pulver, eiserne Ackergeräte, Calico (einfache Baumwollstoffe, die mit kleinen, oft floralen, Allover-Mustern, bedruckt waren), Messer, andere wichtige Gerätschaften sowie Mais, Bohnen und später Weizen. Zum Beispiel war ein gestohlenes Pferd im Tausch mindestens fünf Navajo-Decken wert.
Auch auf den großen Märkten in Chihuahua, Santa Fe (New Mexico) und Taos verkauften die Westlichen Apachen gestohlenes Vieh, Pferde und Maultiere an weiße, spanische, mexikanische und später amerikanische sowie indianische Händler und erhielten dafür Waffen, Munition, Messer, eiserne Gerätschaften sowie Kleidung. Später zogen auch Amerikaner nach Cedar Creek und Tł`ohk`agai (Fort Apache) in die sogenannte Apacheria, um Handel zu treiben.
Nach ihrer Niederlage gegen General George Crook 1875, die letzten Gruppen der Pinaleño unterwarfen sich erst 1883, wurden die verschiedenen Gruppen in die San-Carlos-Reservation und die White-Mountain-Reservation umgesiedelt. Wegen der Feindschaft mit den Chiricahua- und Tonto-Gruppen stellten sich die Westlichen Apache gern als Scouts der Armee im Kampf gegen ihre indianischen Nachbarn zur Verfügung. Die Chiricahua und Tonto, sowie die mit diesen verbündeten Yavapai verübten daraufhin oftmals Überfälle auf die Reservate der Westlichen Apache, um Frauen und Jungen zu rauben.

## Stämme und Gruppen der Westlichen Apache
White Mountain Apache, in Apache: Dzil Łigai Si'án Ndee („Volk der White Mountains (Weißen Berge)“, spanisch: Sierra Blanca Apaches) Lebten zwischen den Pinaleno Mountains im Süden und den White Mountains im Norden entlang des White, Black, Salt sowie Gila River, östliche sowie mit ca. 1.500 Personen zugleich die größte und mächtigste Stammesgruppe der Westlichen Apache.
- Westliche White Mountain Apache Band, in Apache: Łįįnábáha, Laan Baaha, Łįįnábáha dinéʼiʼ („Volk, das mit vielen Personen in den Krieg zieht“), im Spanischen: Coyoteros / Coyotero Apaches („Kojotenesser“) Lebten zwischen den Östlichen White Mountain Apache und den Cibecue Apache im Nordwesten und San Carlos Apache im Südwesten.
- Östliche White Mountain Apache Band, in Apache: Dził Ghą́ʼ, Dzil Ghaa a („Volk der Berggipfel“)
  - Mount Graham Apache („Big Seated Mountain People“ - „Volk vom Dził Nchaa Sí'an (Großer sitzender Berg, d. h. des Mount Graham)“)[8]

Cibecue Apache, in Apache: Dishchíí Bikoh („Volk des roten Canyon“) Lebten vom Salt River im Süden bis deutlich über dem Mogollon Rim im Norden, die westliche Grenze bildeten die Mazatzal Mountains, Heimat der Südlichen Tonto, nördliche Stammesgruppe.
- Canyon Creek Band, in Apache: Gołkizhn („Volk das auf dem Berggipfel gesichtet wird“) Lebten entlang des Canyon Creek, einem Nebenfluss des Salt Rivers, im Gebiet des Mogollon Rim, westliche Gruppe der Cibecue Apache.
- Carrizo Band, in Apache: Tłʼohkʼadigain, Tłʼohkʼadigain Bikoh Indee („Volk im Canyon einer Reihe von weißen Schilf“) Lebten entlang des Carrizo Creek, einem Nebenfluss des Salt Rivers, östliche Gruppe der Cibecue Apache.
- Cibecue Band, in Apache: Dziłghą́ʼé, Dził Tʼaadn, Dził Tʼaadnji („Volk entlang des Bergrücken, Volk entlang der Basis der Berge“) Lebten entlang des Cibecue Creek, einem Nebenfluss des Salt River, mittlere Gruppe der Cibecue Apache.

San Carlos Apache, in Apache: Tsékʼáádn („Metate Volk“) Lebten nahe Tucson in den Santa Catalina Mountains beiderseits des San Pedro River nordwärts über den Gila River hinaus bis zum Salt River.
- Apache Peaks Band, in Apache: Nadah Dogalniné („Verdorbenes/geschmackloses Mescal Volk“) bzw. Bichi Lehe Nnee („In die Berge geflüchtetes Volk“) Lebten nordwestlich von Globe zwischen dem Salt River und den Apache Peaks entlang des Seven Milk Wash, ostwärts bis zu Ishįį (Salz) am Salt River sowie zwischen den Mündungen des Cibicue Creek und des Canyon Creek.
- San Carlos Band, in Apache: Tsandee Dotʼán („Volk, das alleine neben dem Feuer platziert wird“) bzw. Tsékʼáádn („Metate Volk“, eigentliche San Carlos), manchmal auch Tiis Zhaazhe Bikoh („Volk des Canyons mit kleinen Pappeln“) Lebten entlang des San Carlos River, einem Nebenfluss des Gila River.
- Pinaleno / Pinal Apache Band, in Apache: T’iisibaan, T`iis Tsebán, Tiis Ebah Nnee („Volk bei den grauen Pappeln in den Felsen“)[9] Ihre Eigenbezeichnung bezieht sich auf ihr wichtigstes Farmgebiet Tiis Tsebá entlang des Pinal Creek sowie den Pappeln an dessen Mündung in den San Pedro River. Heute jedoch als Pinaleno / Pinal Apache - „Volk der Pinaleno/Pinal Mountains“ bezeichnet, lebten im Westen in den Mescal Mountains und den nördlichen und östlichen Pinaleno / Pinal Mountains (in Apache: Dzi£ Nnilchí' Diyiléé - „mit Kiefern bewachsener Berg“, in Yavapai: Hwaalkamve/Walkame – „Kiefern-Berge“)[10] bis in die nördlichen Apache Peaks im Osten, im Norden jenseits des Salt River sowie im Südosten bis zum Gila River, formten in den Dripping Springs Mountains und den Pinaleno Mountains mit der „Hwaalkamvepaya/Walkamepa Band“ der Guwevkabaya-Yavapai und einigen Arivaipa Apache bilinguale Bands. Sie lebten größtenteils nördlich der Arivaipa.
  - Pinaleño/Pinal Apache Lokalgruppe bzw. in Yavapai: Hwaalkamvepaya/Walkamepa („Volk der Pinaleño/Pinal Mountains“, auch: eigentliche Hwaalkamvepaya/Walkamepa genannt) Lebten als zweisprachige Pinal Apache-Hwaalkamvepaya/Walkamepa Gruppe in den südlichen und westlichen Pinal Mountains, im Englischen als “Pinaleño/Pinal Apache Band” der San Carlos Apache identifiziert.
  - Pinaleño/Pinal Apache Lokalgruppe bzw. in Yavapai: Ilihasitumapa (“Wood-sticking-out-of-middle-of-water People”) Lebten als zweisprachige Pinal Apache-Hwaalkamvepaya/Walkamepa Gruppe in den nördlichen Pinaleno Mountains, im Englischen als “Pinaleño/Pinal Apache Band” der San Carlos Apache identifiziert.
- Arivaipa / Aravaipa Band, in Apache: Tsé hiné, Tséjìné, Tsee Zhinnee („Volk der dunklen/schwarzen Felsen [in den Galiuro Mountains und Aravaipa Canyon]“) „Aravaipa/Arivaipa“ leitet sich von aarirapa - „Weiber, Feiglinge“ ab, aus der Sprache der feindlichen Névome O’Odham (Tiefland Pima), lebten von den Santa Teresa Mountains im Nordwesten, einschließlich des Mount Turnball, die südlichen Apache Peaks südwärts in den Tortilla Mountains bis in die nordöstlichen Santa Catalina Mountains und Rincon Mountains im Südwesten, sowie vom Nordwesten südlich des Gila Rivers bis in die Galiuro Mountains im Südosten, sowie im Arivaipa Canyon (Arapa) sowie beiderseits des San Pedro River Valley (Sambeda), formten in den Dripping Springs Mountains und den westlichen Pinaleno Mountains mit der „Hwaalkamvepaya/Walkamepa Band“ der Guwevkabaya-Yavapai und einigen Pinaleño/Pinal Apache mindestens eine bekannte bilinguale Lokalgruppe. Sie lebten größtenteils südlich der Pinaleño/Pinal Apache.[11]
  - Tséjiné, Tsé hiné, Tsee Zhinne Lokalgruppe („Volk der dunklen/schwarzen Felsen [in den Galiuro Mountains und Aravaipa Canyon]“), benannt nach dem bedeutendsten Clan unter den Arivaipa, daher meist als Name für die ganze Gruppe gebraucht.
  - Tsé Binest`i`é („Volk das von Felsen umgeben ist“, „Volk inmitten von Felsen“)
  - Mount Turnbull Apache, in Apache: Dzil Dlaazhe, weiterer Hwaalkamvepaya/Walkamepa Clan (Yavapai-Name unbekannt) Lebten in den Santa Teresa Mountains einschließlich des Mount Turnbull; im Englischen meist als “Arivaipa Apache Clan” der San Carlos Apache bekannt.[12]

Die Tonto Apache unterteilten sich in folgende Gruppen (engl. Bands), wobei die Untergliederung in "Nördliche" und "Südliche" Tonto Apache umstritten ist. Ich habe jedoch diese übernommen, da sowohl Unterschiede zwischen dem "Nördlichen Tonto Apache-Idiom" als auch dem "Südlichen Tonto Apache-Idiom" feststellbar sind und sich die "Nördlichen Tonto Apache" jeweils mit den Wi:pukba/Wipukepaya bzw. "Nordöstlichen Yavapai" und die "Südlichen Tonto Apache" sich mit den Guwevkabaya/Kwevkepaya oder "Südöstliche Yavapai" zu zweisprachigen Apache-Yavapai-Bands verbanden:
Nördliche Tonto Apache oder Tonto (lebten entlang des Oberlaufs des Verde River sowie nordwärts bis zu den San Francisco Peaks nördlich von Flagstaff, bildeten oftmals mit der Wi:pukba/Wipukepaya Band der Yavapai bilinguale (zweisprachige) Lokalgruppen, die zugleich eine Lokalgruppe der Nördlichen Tonto Apache als auch eine der Yavapai mit je einem Apache -als auch einen Yavapai-Namen bildeten)
- Bald Mountain Band, in Apache: Dasziné Dasdaayé Indee (‘Porcupine Sitting Above People’) bzw. in Yavapai: Wiipukepaya/Wipukepa („Volk vom Fuß des roten Felsens d. h. des Red Rock Country“). Lebten meist rund um Bald Mountain oder Squaw Peak sowie im westlichen Verde River Valley, südwestlich von Camp Verde. Sie lebten einzig von der Jagd und dem Sammeln von Wurzeln, Kräutern und Pflanzen.
- Oak Creek Band, in Apache: Tsé Hichii Indee (‘Horizontal Red Rock People’) bzw. in Yavapai: Wiipukepaya/Wipukepa („Volk vom Fuß des roten Felsens, d. h. des Red Rock Country“). Lebten nahe dem heutigen Sedona, entlang des Oak Creek, Dry Beaver Creek, Wet Beaver Creek sowie südwärts bis zum Westufer des Verde River, zwischen Altnan und West Clear Creek, ostwärts zu Stoneman und Mary Lakes und nordwärts bis zum Roger Lake und Flagstaff.
- Fossil Creek Band, in Apache: Tú Dotłʼizh Indee („Volk des blau-grünen Wassers, d. h. Volk entlang des Fossil Creeks“) bzw. in Yavapai: Matkitwawipa („Volk des Verde River Valley (in Yavapai: Matkʼamvaha)“). Hatten einige kleine Pflanzungen entlang des Fossil Creek (Tu Do Cliz - „Canyon des Blau-grünen Wassers/Fossil Creeks“)[13], Clear Creek sowie an einer Stelle am Verde River, unterhalb der Mündung des Deer Creek, jagten und sammelten westlich des Verde River, im Nordwesten bis zum Gebiet der Oak Creek-Tonto sowie im Nordosten bis zu Apache Maid Mountain.
- Mormon Lake Band, in Apache: Dotłʼizhi HaʼitʼIndee (‘Turquoise Road Coming Up People’). Lebten östlich des Mormon Lake nahe dem Anderson Canyon, ihre Gebiete lagen im Coconino National Forest und umfassten Mount Elden, Mormon Lake, Stoneman Lake, Hay Lake, die Region rund um die heutigen zwei Stauseen namens Lake Mary (Upper und Lower Lake Mary) sowie den Anderson und Padre Canyon, streiften bis in die südlichen San Francisco Peaks (in Apache: Dził Tso; in Yavapai: Wi:mun Kwa), da sie immer Angriffe der feindlichen Navajo (Diné) im Norden und Osten ausgesetzt waren, lebten sie einzig als Sammler und Jäger. Als isolierteste Lokalgruppe der Nördlichen Tonto betrieben sie nicht nur keinen Ackerbau, sie unterhielten auch keine familiären Bindungen zu den benachbarten Yavapai, so dass sie die einzige Gruppe der Tonto Apache waren, die nur aus Apache bestand.

Südliche Tonto Apache oder Dilzhę́’é (lebten im Tonto Basin, vom Salt River (in Yavapai: ʼHakanyacha oder Hakathi:) im Süden nordwärts entlang sowie über den East Verde River hinweg sowie in der Sierra Ancha, Bradshaw Mountains und Mazatzal Mountains, bildeten oftmals mit den Wiikchasapaya/Wikedjasapa („Volk der McDowell Mountains (in Yavapai: Wi:kajasa)“) und den Hwaalkamvepaya/Walkamepa („Volk der Walkame, d. h. der Pinaleño/Pinal Mountains“) der Guwevkabaya/Kwevkepaya Band der Yavapai bilinguale (zweisprachige) Lokalgruppen, die zugleich eine Lokalgruppe der Südlichen Tonto Apache als auch eine der Yavapai mit je einem Apache -als auch einen Yavapai-Namen bildeten)
- Mazatzal Band, in Apache: Tsé Nołtłʼizhn (‘Rocks in a Line of Greenness People’) bzw. in Yavapai: Hakayopa oder Hichapulvapa. Lebten meist in den östlichen Mazatzal Mountains, untergliederten sich nochmals in zwei bilinguale Südliche Tonto Apache - Wiikchasapaya/Wikedjasapa Gruppen:
  - Tsé Nołtłʼizhn' bzw. Hakayopa (beanspruchten die Gegend rund um die Gemeinde Sunflower Valley, die Mazatzal Mountains südlich des höchsten Gipfels, Mazatzal Peak (2.409 m), sowie im Osten in der Gegend rund um das einstige Fort Camp Reno im westlichen Tonto Basin (auch Pleasant Valley genannt))
  - Tsé Nołtłʼizhn' bzw. Hichapulvapa (diese beanspruchten die Mazatzal Mountains südwärts vom East Verde River und westlich vom North Peak zum Mazatzal Peak)
- Dilzhę́’é Semi-Band, in Apache: Dilzhę́’é, Dil Zhe`é („Volk mit hohen, hellen Stimmen“), in Yavapai: Matkawatapa. Bedeutendste Semi-Band (Klein-Gruppe), alle übrigen fünf Klein-Gruppen wurden allgemein als Dilzhę́’é bezeichnet, die Bezeichnung Matkawatapa bezieht sich jedoch nur auf eine Gruppe einiger Dilzhę́’é in der Sierra Ancha die mit Angehörigen der Hwaalkamvepaya/Walkamepa der Guwevkabaya/Kwevkepaya eine gemeinsame zweisprachige Gruppe bildeten.
- zweite Semi-Band bzw. Klein-Gruppe
- dritte Semi-Band bzw. Klein-Gruppe
- vierte Semi-Band bzw. Klein-Gruppe
- fünfte Semi-Band bzw. Klein-Gruppe
- sechste Semi-Band bzw. Klein-Gruppe

## Demographie
Die Westlichen Apachen waren mit ca. 4.500 bis 5.000 Angehörigen die größte und bevölkerungsreichste Gruppe unter den Apachen, die zusammen nie mehr als 15.000 zählten, wobei bedacht werden muss, dass hiervon nur 25 % Männer waren, und der Rest Frauen (35 %) und Kinder (40 %). Hierbei waren wiederum die ca. 1.500 zählenden White Mountain Apache die größte und mit ca. 375 Kriegern mächtigste Gruppe der Westlichen Apache, während mit ca. 1.000 Angehörigen (ca. 250 Kriegern) die Cibecue Apache die zweitgrößte Gruppe darstellten. Die San Carlos Apache und Südlichen Tonto Apache zählten jeweils 900 Stammesmitglieder (mit je 225 Kriegern), sodass die ca. 800 Mitglieder zählenden Nördlichen Tonto Apache-Yavapai (hierunter ca. 450 Apache mit ca. 110 Kriegern) die kleinste Gruppe bildeten.

## Heutige Situation
Heute gibt es fünf sogenannte federally recognized tribes der Westlichen Apache, die von der Regierung der Vereinigten Staaten offiziell auf Bundesebene als Stamm anerkannt werden. Hierbei bilden die Yavapai-Apache Nation und die Fort McDowell Yavapai Nation sowohl zwei der fünf Apache-Stämme Arizonas als auch zwei der drei federally recognized Yavapai-Stämme in Arizona.
- White Mountain Apache Tribe
- San Carlos Apache Tribe
- Tonto Apache Tribe

Die Tonto Apache Reservation wurde 1972 mit gerade ca. 344.000 m² (85 acres) inmitten des Tonto National Forest eingerichtet, die 2010 nochmals um weitere 1.181.683 m² (292 acres) erweitert wurde, so dass sie heute ca. 1,5 km² umfasst. Die Reservation wird von 100 der ca. 140 Stammesmitglieder bewohnt und grenzt südlich an die Stadt Payson (in Apache: Te-go-suk - ‘Platz des gelben Wassers’) im Nordwesten des Gila County, ca. 153 km nordöstlich von Phoenix und 160 km südöstlich von Flagstaff.
Die Reservation ist von vielen großen Gebirgsketten umgeben, den Mazatzal Mountains im Westen, den Sierra Ancha Mountains im Süden sowie dem Mogollon Rim im Norden, mit Höhenlagen von 1.200 m bis rund 2.100 m.
Die Tonto Apache betreiben heute das Mazatzal Hotel & Casino, südlich von Payson, am Highway 87 gelegen, mit Blick auf die Mazatzal Mountains und dem Mogollon Rim (engl. Aussprache: MUG-ee'ahn).
Die Tonto Apache sind direkte Nachkommen der einst in der Umgebung von Payson lebenden Nördlichen Tonto der Dilzhe'e Apache. Während der ersten Reservationszeit wurden sie in die große Rio Verde Reservation, nahe Fort Verde, welche 1871 für die Nördlichen Tonto Apache und Wi:pukba (Wipukepa) oder Nordöstlichen Yavapai eingerichtet worden war - jedoch wurde es 1875 aufgelöst und die Stämme wurden gezwungen, in die San Carlos Reservation umzusiedeln. Einige Nördliche Tonto Apache kehrten nach 20 Jahren Exil allmählich wieder nach Payson zurück, jedoch hatten bereits weiße Siedler viel Stammesland besetzt. Die Mehrheit der Nördlichen Tonto Apache hatte jedoch beschlossen, zusammen mit ihren Verwandten und Verbündeten, den Yavapai, in die Camp Verde Reservation zurückzukehren und bilden heute die Yavapai-Apache Nation.
- Yavapai-Apache Nation

Nachdem 1871 die Yavapai und Dilzhe’e Apache (Tonto Apache) gezwungen wurden, in die ca. 900 km² umfassende Camp Verde Reservation entlang des Verde River nahe Camp Verde zu ziehen, starben während der ersten drei Jahre (1871–1873) viele Kinder und Alte auf Grund von schlechtem Wasser und mangelhafter Versorgung mit gesundem und ausreichendem Essen. Als die Yavapai und Dilzhe’e Apache Bewässerungssysteme (einschließlich eines ca. 8 km langen Grabens) errichteten, funktionierte dies so gut, dass es nun möglich war, eine ausreichende Ernte einzufahren, um relativ autark zu sein. Aber beauftragte Unternehmer, die mit der Regierung zusammenarbeiteten, um die Versorgung der Reservationen sicherzustellen, sahen sich hierdurch in ihrer Existenz bedroht, und verlangten, die Reservation aufzulösen. Daraufhin wurden am 27. Februar 1875 1.476 Indianer gezwungen, über schneebedeckte Berge und zugefrorene Flüsse ca. 290 km nach Süden in die San Carlos Apache Indian Reservation zu ziehen, wobei viele Ältere, Frauen und Kinder in Schnee und Kälte umkamen. Während des Marsches kam es auf Grund des Hungers und der Strapazen zu gewaltsamen Spannungen zwischen Ɖo:lkabaya (Tolkepaya), Yavbe' (Yavapé) und Wi:pukba (Wipukepa) auf der einen Seite und den Dilzhe’e Apache und deren Guwevkabaya (Kwevkepaya) und Wi:pukba (Wipukepa)-Verbündeten andererseits. In San Carlos kamen nach zwei Wochen 1.361 Yavapai und Tonto Apache an, unterwegs wurden 25 Babys geboren, ca. 140 sind umgekommen.
In den frühen 1900er kehrten die Yavapai und Dilzhe’e Apache in ihre alte Heimat zurück, und 1910 wurde die ca. 40 acres (ca. 0,16 km²) große Camp Verde Indian Reservation eröffnet, zudem im folgenden Jahrzehnt die separate ca. 248 acres (ca. 1,00 km²) große Middle Verde Indian Reservation. Diese zwei wurden 1937 zur heutigen, ca. 665 acres (ca. 2,70 km²) umfassenden, Yavapai-Apache Nation Indian Reservation zusammengelegt, und besteht aus vier nicht zusammenhängenden Siedlungen im Verde Valley im östlichen Yavapai County - Clarkdale, Middle Verde, Rimrock sowie Camp Verde, den Verwaltungssitz und Hauptort, der mit 576 acres (ca. 2,33 km²) fast 90 % des Reservats umfasst. Der Census des Jahres 2000 ergab eine Reservatsbevölkerung von 743 Personen, von denen 512 in Camp Verde, 218 in Clarkdale und nur 13 in der nicht inkorporierten Siedlung Lake Montezuma lebten.
Die Basis der Einkünfte der Yavapai-Apache Nation bildet das Cliff Castle Casino sowie der Tourismus, dank vieler erhaltener historischer Stätten, wie Slide Rock State Park, Sedona Red Rock Country, Tuzigoot National Monument und Montezuma Castle National Monument. Die Yavapai-Apache Nation ist ein Zusammenschluss von zwei historisch unterschiedlichen Stämmen, welche beide am Oberen Verde River lebten. Die Nördlichen Tonto Apache der Dilzhe'e Apache, nutzten das Land im Nordosten, Osten und Süden, während die Wi:pukba (Wipukepa) (auch Nordöstliche Yavapai) und Yavbe' (Yavapé) (auch Nordwestliche Yavapai) im Nordwesten, Westen und Süden wohnten. Ihre Gebiete überlappten entlang des Oberen Verde River, wo sie oft in bilingualen Gruppen zusammen lebten. Heute überwiegt die Apache-Kultur.
- Fort McDowell Yavapai Nation

Das Reservat der Fort McDowell Yavapai Nation, ca. 56 km nordöstlich von Phoenix im Maricopa County, wurde durch Theodore Roosevelt 1903 errichtet und umfasste ursprünglich 40 sqm (ca. 103 km²), jedoch versuchte das Office of Indian Affairs 1910 die Bewohner umzusiedeln, um das Gebiet und die Wasserrechte für Außenstehende zu öffnen - jedoch vergebens. Die Reservation umfasst zurzeit 24.680 acres (ca. 100 km²) und wird von ca. 600 der insgesamt 950 Stammesmitglieder bewohnt.
Die Fort McDowell Yavapai Nation hat mehrere touristische Unternehmen, einschließlich des Fort McDowell Casino, Fort McDowell Adventures (a Western-themed outdoor venue), Eagle’s Nest RV Park, WeKoPa Golf Club, Fort McDowell Farms, Yavapai Materials, Radisson Poco Diablo Resort in Sedona sowie des Radisson Fort McDowell Resort and Conference Center.
Fort McDowell ist zudem der Geburtsort von einem der ersten Vorkämpfer für die indigenen Menschenrechte, Dr. Carlos Montezuma (Wassaja) (1866–1923). Als Kind wurde Wassaja von Akimel O’Odham geraubt und an einen italienischen Fotografen verkauft, der ihn in Chicago in Medizin unterrichtete, und schließlich schloss er das Medizinstudium als Doktor ab. Später kämpfte Wassaja, besser bekannt als Dr. Carlos Montezuma, für die Rechte der Native Americans, für das Recht, Bürger der Vereinigten Staaten zu werden. Er wurde auch eine der führenden Persönlichkeiten, die die Yavapai unterstützten, ihre Stammesgebiete wieder zu erlangen, und starb auf der Reservation an Tuberkulose.
Die Guwevkabaya (Kwevikopaya oder Kwevkepaya) (auch Südöstlichen Yavapai) der Fort McDowell Reservation nennen sich Abaja - ‘Das Volk’, daher vermuten einige Anthropologen und Linguisten, dass der Name Apache für die verschiedenen athapaskischsprachigen Apachen sich von der Eigenbezeichnung der Guwevkabaya herleitet. Die Fort McDowell Yavapai Nation besteht aus zwei verschiedenen Stämmen, den Guwevkabaya (Kwevikopaya)-Yavapai und den Dilzhe'e Apache oder Südlichen Tonto Apache, welche oftmals untereinander heirateten, bilinguale Gruppen bildeten und Verbündete gegen feindliche Stämme und Siedler waren.

## Persönlichkeiten
- Jay Tavare (* 18. Juni 1968 in der Navajo Nation Reservation, Arizona, indigener Schauspieler und Blogger, sein Vater ist Navajo, seine Mutter eine White Mountain Apache, da beide Völker jedoch die Abstammung matrilinear (d. h. durch die Familie der Frau) bestimmen, gehört er den White Mountain Apache an.)